# Liste von Soukous-Musikern
Diese Liste von Soukous-Musikern führt in alphabetischer Reihenfolge Künstler des Soukous auf.

## #
- 4 Etoiles

## A
- Aurlus Mabélé
- Awilo Longomba

## D
- Diblo Dibala

## F
- Fally Ipupa
- Felix Wazekwa
- Ferre Gola

## K
- Kanda Bongo Man
- Koffi Olomidé

## O
- Oliver N’Goma

## P
- Papa Wemba
- Pépé Kallé

## Q
- Quartier Latin
- Quatre Etoiles Du Zaire

## S
- Soukous Stars

## W
- Werrason